# Historia de Saboya de 1792 a 1815
En 1792, el Ducado de Saboya se sumergió en el período revolucionario con la entrada de la legión de los Alóbroges y su ocupación. La Saboya1región histórica de Saboya conoció así una situación cercana a la de las provincias francesas. Se convirtió en el departamento de Mont-Blanc, con Chambéry, la antigua capital del ducado, como su capital. Con la ocupación de Ginebra, la parte norte del ducado se separa para formar el departamento de Léman en 1798. El ducado recuperó a sus príncipes con la restauración en 1814 y luego en 1815.

## Saboya antes de 1792
A partir de 1789, Saboya siguió muy de cerca los acontecimientos que constituyeron la Revolución francesa por el canal de los emigrantes saboyanos establecidos en París o en Lyon que mantenían correspondencia con sus compatriotas a los que mantenían informados de los acontecimientos y familiarizados con las ideas revolucionarias. En París, François Amédée Doppet, nacido en Chambéry (Saboya), pero diputado por Isère en 1791, hizo campaña por la unión de Saboya a Francia. En julio de 1792, participó en la creación de una Legión de los Alóbroges de la que fue nombrado teniente coronel. En Chambéry, la población fue testigo de la llegada o el tránsito de emigrantes que huían de la Revolución francesa. Además, la situación en el reino de Piamonte-Cerdeña apenas era diferente de la que experimentaba Francia al mismo tiempo. Económicamente, las malas cosechas de la década de 1780 empobrecieron el campo. A nivel cultural, la región histórica de Saboya vivía en ósmosis con Francia, y se ve, en Chambéry, por ejemplo, una proliferación de logias masónicas, a las que estaba afiliado Joseph de Maistrem, cuyas convicciones evolucionarán sin embargo hacia la resistencia contrarrevolucionaria durante la invasión de Saboya por las tropas francesas.
Saboya, sin embargo, presentana especificidades respecto a las provincias francesas: a partir de 1770, se produjo un proceso de abolición de los derechos feudales que constituyó un avance innegable sobre la legislación francesa, aunque supuso la recuperación de esos derechos por parte de las comunidades campesinas. El reino de Víctor Amadeo III de Cerdeña puede parecer un adelantado a su tiempo, pero en Saboya nació un descontento: los nobles achacaban los burgueses por haber usurpado sus privilegios y siempre exigían más de sus agricultores. Los burgueses cuyo ascenso fue sin embargo innegable tomaron conciencia del abismo entre Saboya y el Piamonte, acusados de monopolizar en beneficio propio el progreso cierto del reino. Denunciaban la creciente indiferencia de la dinastía hacia sus «súbditos más antiguos y leales...».

## La invasión de Saboya en 1792
En la noche del 21 al 22 de septiembre de 1792, el ejército francés de los Alpes comandado por Anne Pierre de Montesquiou-Fézensac, unos 15 000 hombres entre los que se encontraba la Légion des Allobroges, invadió Saboya por Les Marches y Apremont. La guarnición de Chambéry se retiró apresuradamente, pasando por los Bauges, para unirse a la Tarentaise, luego al Piamonte, vía Valle de Aosta. Las tropas sardas se retiraron prácticamente sin luchar en las crestas de los Alpes, a pesar del intento de resistencia aislada organizado por Charles-François de Buttet, oficial de artillería del rey Víctor Amadeo III de Saboya, instalando una batería en el Castillo de Les Marches. aliado de Austria desde "«Huida infame de las tropas. Traición o estupidez de los generales, derrota increíble y hasta un poco misteriosa según algunos...», escribió Joseph de Maistre en sus cuadernos. Sin duda, el reino de Cerdeña había vivido en paz con su vecino francés durante mucho tiempo, y la Asamblea Constituyente de 1789 había declarado la paz al mundo, pero los revolucionarios franceses estaban en guerra contra el emperador de Austria y desconfiaban del soberano sardo Víctor Amadeo III, aliado de Austria desde el 25 de julio. Se trataba para los franceses de impedir una posible llegada de los ejércitos austríacos desde el sureste, pero la invasión de Saboya también estaba ligada a los objetivos que el ministro de Hacienda francés Clavière podía tener sobre Ginebra, su ciudad de origen.
Un club jacobino se abrió en Chambéry el mismo día que los franceses entraron en la ciudad, que vio la llegada, pocos días después, de cuatro comisarios, entre ellos Philibert Simond, enviados por la Convención nacional. Fueron responsables de establecer la elección de una Asamblea de los Comunes.

## El período revolucionario, de 1792 a 1802

Los estados italianos en 1796, con Saboya en el Reino de Cerdeña.

Vista de los departamentos franceses.

La Asamblea de los Diputados de los Municipios de Saboya (Assemblée des Députés des Communes de la Savoye), también llamada Asamblea Nacional de los Alóbroges (Assemblée nationale de los Alóbroges ), se reunióe en la catedral de Chambéry antes de finales de octubre y derribó los cimientos del antiguo régimen durante las sesiones del 26 y 27 de octubre decidiendo la supresión de los derechos soberanos de la Casa de Saboya, de la nobleza, de las cuotas feudales (sin indemnización), del diezmo, así como la confiscación de los bienes del clero. Desde el 29 de octubre, la asamblea se disolvió no sin haber expresado el deseo de adhesión a Francia, sujeto al respeto de las libertades religiosas de Saboya, petición que no será respetada por la Convención. Doppet y Simond fueron los encargados de llevar el deseo a la Convención de París, y fue por intervención del abad Grégoire que la Convención, por decreto del 27 de noviembre de 1792, proclamó la anexión de Saboya que constituiría el departamento de Mont-Blanc. Se nombraron cuatro comisarios para organizar Saboya, que fueron Grégoire, Simond, Hérault de Séchelles y Jagot. Las provincias, que entonces formaron un solo departamento, desaparecieron y fueron reemplazadas por siete distritos: Annecy (15 cantones, 117 comunas), Carouge (8 cantones, 85 comunas), Chambéry (83 cantones, 652 comunas), Cluses (10 cantones, 61 comunas), Moûtiers (10 cantones, 71 comunas), Saint-Jean-de-Maurienne (11 cantones, 70 comunas) y Thonon (7 cantones, 64 comunas). De 1792 a 1793 aportaron cinco batallones de voluntarios nacionales.
Se llevó a cabo, por lo tanto, la instalación del nuevo régimen. Fue evidentemente la burguesía, y en particular la clase de los juristas, la que se encontraba al frente del movimiento, mientras que la fracción de la nobleza que no había emigrado a Turín o a Lausana permaneció reservada. Los representantes de la Iglesia mostraron cierta benevolencia. La aplicación de la Constitución civil del clero fue un obstáculo en muchas regiones francesas, y lo fue especialmente en Saboya.
La cuestión religiosa fue una de las principales causas del movimiento contrarrevolucionario que se observó durante el año 1793 y que desembocó en insurrecciones en Haut-Faucigny, y en el valle de Thônes. En ese valle, lo que se llamará la guerra de Thônes, en mayo, no menos de 3000 campesinos se levantaron y se dirigieron a Morette contra las tropas del general D'Oration. Una preceptora saboyana, Marguerite Frichelet-Avet, fue arrestada como instigadora de esos disturbios, juzgada y luego ejecutada en Annecy el 18 de mayo. «Caminó hasta la muerte rezando su rosario; de rodillas, frente a los soldados, exclamó: "¡Viva Jesús-Dios, viva nuestro rey!"». El líder de los realistas del Grand-Bornand, Jean Avrillon, apresado el 21 de mayo, fue ejecutado el día 29. Los campesinos rebeldes fueron fusilados en el acto y quemados sus chalets. Esas revueltas también estuvieron relacionadas con la presencia de tropas sardas que permanecieron en los Alpes. Víctor Amadeo III hizo entrar el Reino de Cerdeña en la Primera Coalición europea en abril de 1793, e intentó una reconquista en agosto. Las tropas reales intentaron recuperar el Ducado de Saboya por el Faucigny, la Tarentaise, la Maurienne e incluso por el Briançonnais. Annecy se levantó el 20 y 21 de agosto. A pesar del avance de las tropas, estas últimas se vieron obligadas a los pocos meses a retirarse ante la reorganización de los revolucionarios. En Faucigny, tras la batalla de Méribel, el 28 de septiembre de 1793, los ejércitos aliados se replegaron.
El estado de guerra latente con el antiguo poder soberano no cesó hasta 1796, cuando las victorias de Napoleón Bonaparte obligaron a Víctor Amadeo III a firmar el tratado de París por el que reconocía la soberanía francesa sobre Saboya y el condado de Niza.
El período del Terror está personalizado por Antoine Louis Albitte, representante en misión. Asumió sus funciones en Chambéry desde enero de 1794, y de alguna manera reemplazó a Simond, llamado a París. El Terror fue más verbal que real. La guillotina estaba bien colocada, pero el cuchillo de carnicero no hizo caer cabezas en Saboya. Por otro lado, paradójicamente, Hérault de Séchelles y Simond, regresados a París, no escaparon a la navaja nacional y fueron condenados a muerte por el tribunal revolucionario, antes de perecer en el cadalso de abril de 1794 con los indulgentes y los moderados. En el plano religioso, la dictadura de Albitte se mostraba severa haciendo deportar o fusilar a los sacerdotes, mientras que un gran número de sacerdotes saboyanos no juramentados se exiliaban. La memoria colectiva conserva el recuerdo del acortamiento de todos los campanarios. El «proconsulado» de Albitte duró nueve meses. Asignado al ejército de los Alpes en mayo, no fue hasta septiembre, tras la caída de Robespierre, que la Convención envió un nuevo representante en misión, Gautier dit de l’Ain.
Si Albitte llenó las prisiones, también alguna vez las vació, por ejemplo cuando después de haber constatado durante una de sus rondas la miseria extrema de la Maurienne, liberó a los peones sospechosos para que pudieran ir a trabajar la tierra. Gautier y los demás representantes en misión enviados por la Convención fueron más moderados.

## La cuestión religiosa desde 1793 hasta el concordato

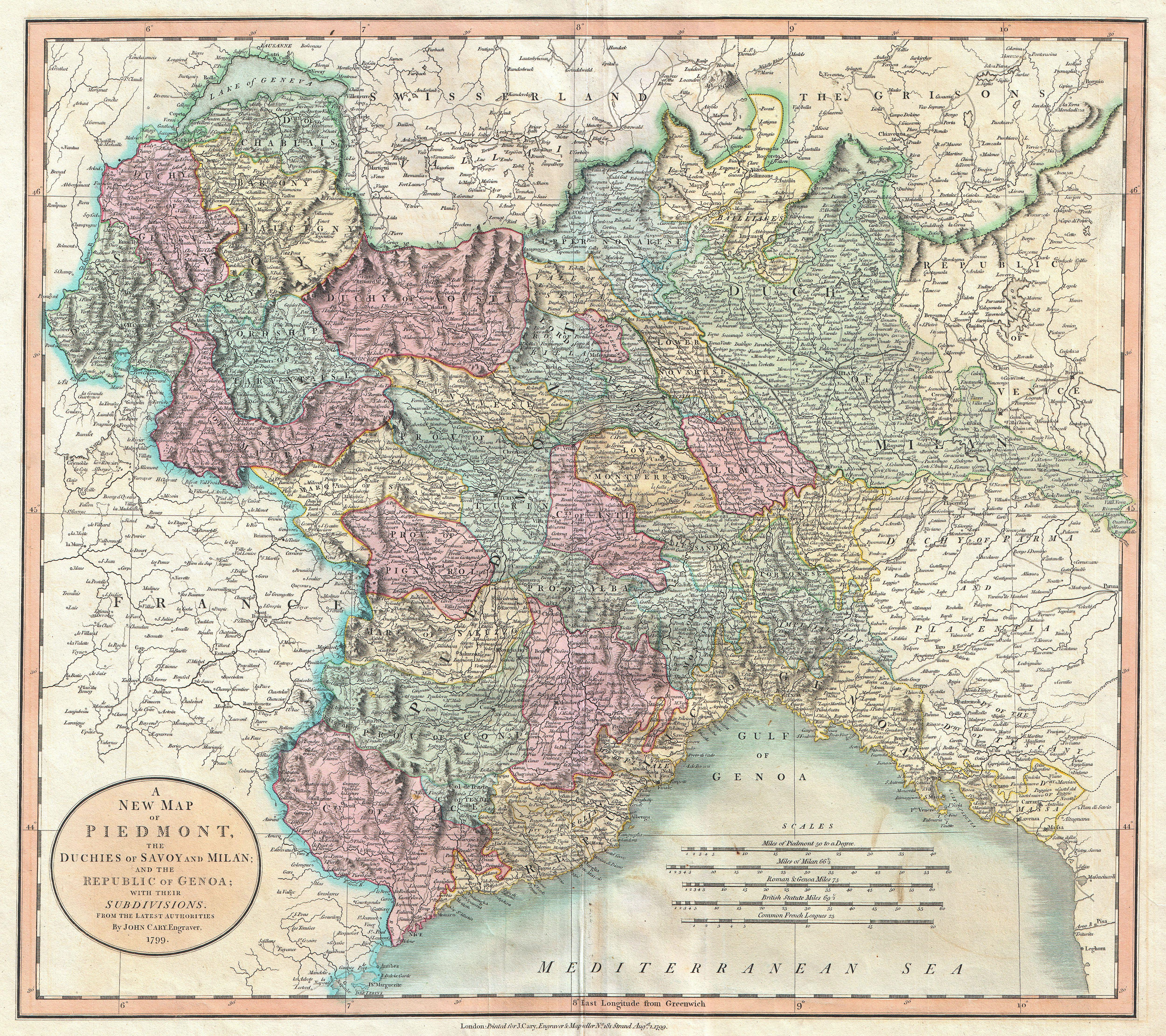
Reino de Cerdeña en 1799

Se puede estimar en un tercio la proporción de sacerdotes que aceptaron la Constitución civil que entró en vigor el 8 de febrero de 1793. En Chambéry, de donde se dispone de estadísticas más precisas, hubo 77 jurantes (jureurs) —o constitucionalistas— contra 47 refractarios, incluido el obispo. Las relaciones entre la Iglesia y el poder revolucionario se deteriorarán inevitablemente, y las persecuciones religiosas durarán hasta el concordato de 1801. Gran parte del clero refractario emigró, comenzando por los obispos de Annecy y Moûtiers, y el obispo de Chambéry, monseñor Conseil, fue retenido en su palacio episcopal hasta su muerte, en septiembre de 1793. El abad Claude-François de Thiollaz, futuro obispo de Annecy bajo la Restauración sarda, encarnará la Contrarrevolución religiosa de Lausana, junto con Joseph de Maistre. En cuanto al obispo constitucional, Panisset elegido en marzo de 1793 en la sede episcopal de Annecy y consagrado en Lyon, pedirá —a instancias del abad de Thiollaz— renunciar a sus funciones sacerdotales el 22 de febrero de 1796. En total, la lista de emigrantes de 1 de julio de 1794 contiene 1030 clérigos saboyanos. Los disidentes que se organizaron en Turín enviaron «misioneros» clandestinos que celebraban misas nocturnas en graneros y administraban los sacramentos. Se pueden citar por ejemplo la «Grotte du Curé» cuya entrada muy estrecha todavía es visible en la ladera de la montaña de la Mandallaz en La Balme de Sillingy (Alta Saboya). Cuando no había misioneros, eran los laicos quienes organizan las ceremonias, lo que no dejó de preocupar al clero, más suspicaz que en otros lugares por la proximidad de los protestantes de Ginebra. Finalmente, también debe señalarse que un cierto número de sacerdotes saboyanos no jurantes permanecieron de forma valiente clandestinamente en sus parroquias al servicio de las poblaciones saboyanas. Se puede citar el ejemplo del 'abad André Isnard, de 75 años, antiguo preceptor de Xavier de Maistre, que logró escapar de numerosos registros de los gendarmes refugiándose con los habitantes de la parroquia de La Bauche, sin haber sido nunca denunciado.
Albitte no entró en sutilezas: se esforzará rápidamente en eliminar también a los sacerdotes no jurantes, señalados como refractarios, al mismo tiempo que ordenó el acortamiento de los campanarios y la recuperación de todas las campanas para fundir su bronce. El 22 de febrero de 1794, un sacerdote fue fusilado en Thonon. Habrá algunos más. El 9 termidor marcó el final de la represión de los nobles y de varios opositores políticos, y si bien la legislación anticlerical se mantuvo, una tregua tácita en la represión permitió que los sacerdotes refractarios circulasen más rápidamente. Bajo el Directorio, el anticlericalismo aumentó en violencia a partir de 1797: patrullas de la guardia nacional rastrearon a los misioneros clandestinos y lograron erradicar la red de misiones. Los sacerdotes ya no eran fusilados, sino deportados. 174 sacerdotes saboyanos fueron dirigidos a la Bagne de l'île de Ré et la Citadelle du Château-d'Oléron. Si solo 13 sacerdotes llegaron a la colonia penal de Îles du Salut en Guyana, fue por el bloqueo británico. Durante la preparación del Concordato de 1801, al mismo tiempo que los gendarmes montaban una guardia de honor para el enviado del papa que cruzaba Saboya, otros gendarmes esposaban a los sacerdotes para enviarlos a prisión.
Además de la represión directa contra los sacerdotes, la venta de los bienes nacionales entre los que se encontraban objetos de culto como las vestiduras sacerdotales enfrentó a muchas comunidades aldeanas que se sintieron expoliadas de bienes que habían producido y que sentían como de su propiedad.

## Vida económica y social
La supresión de los derechos señoriales contribuirá a generar en Saboya, como en otras provincias francesas, una base social que sostendráa la Revolución y la República, pero en Saboya también provocará frustraciones por el hecho de que el proceso de recuperación de esos derechos había estado en funcionamiento durante diez años. Algunos se lucraron, pero aquellos, individuos o comunidades que ya habían redimido los derechos, se sintieron estafados.
La multiplicación de puestos de funcionarios proporcionó otra base social para la Revolución, esto no fue específico de Saboya, y fue la venta de los bienes nacionales lo que proporcionó al Estado los recursos para mantener su estilo de vida civil y militar. La venta de los bienes nacionales se extendió a lo largo de siete años y constituyó con el suministro a los ejércitos la principal actividad comercial. En Saboya, algunos compradores eran campesinos que ya eran terratenientes y estaban ampliando sus parcelas, pero sobre todo burgueses ciudadanos de todas las categorías, al frente de los cuales estaban los notarios.

## Saboya bajo el Imperio
En febrero de 1800, durante el referéndum sobre la constitución consular, solo 7877 electores sobre 58 958 inscritos votaron SI, contra 165 NO. Dos años después, fueron 36 607 los que aprobaron el Consulado vitalicio, voto que puede interpretarse como la aprobación de la voluntad consular de restablecer el orden, el apaciguamiento y la reconciliación de los franceses.
Saboya, que estuvo cerca de la insubordinación generalizada a finales del Directorio, experimentó un cierto apaciguamiento bajo el imperio, aunque la conscripción impuesta por las guerras napoleónicas nunca encontró el apoyo de la población. Después del período de declive económico de finales de siglo que vio, por ejemplo, el descenso de la población de Chambéry de 16 000 a 6000 habitantes, Saboya experimentó algunos años de buenas cosechas a finales de siglo. En ese contexto de renovada prosperidad y de necesidad de orden, el sistema de prefectos instaurado por Napoleón I fue muy adecuado para la situación. El comercio se abrió inesperadamente con la apertura de la carretera del Mont-Cenis, que permitió franquear el puerto sin tener que desmontar los vehículos.
El concordato de 1801, naturalmente, tuvo su lugar en el apaciguamiento y en la reconciliación de grandes capas de la población. El estado asumió la responsabilidad del tratamiento del clero y, a cambio, el papa aceptó que la confiscación de la propiedad de la iglesia no se revertiría, para gran alivio de los compradores de propiedad nacional. «Los numerosos compradores de ciudad, establecidos en sus haciendas, se convirtieron en partidarios del régimen, y muy rápidamente, socialmente hablando, en conservadores». En última instancia, el período revolucionario reforzó el movimiento iniciado en el siglo XVIII de la burguesía hacia la propiedad de la tierra.

## Retorno al reino sardo

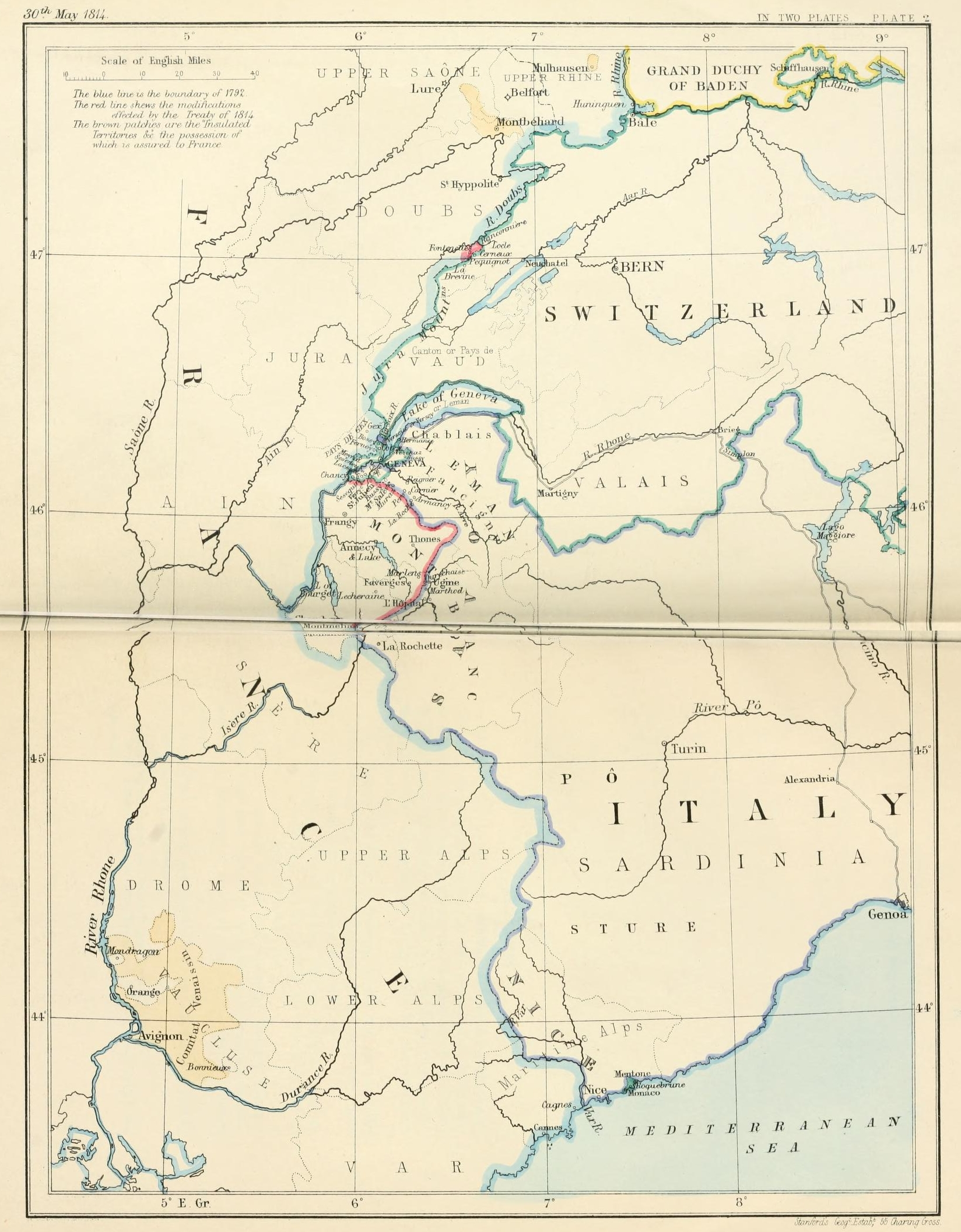
Frontera sureste, tras el Tratado de París (1814)

El 20 de diciembre de 1813, los ejércitos de la coalición entraron en Suiza y se encuentran en Basilea. El general austríaco Bubna regresa a Ginebra el 30 de diciembre de 1813 y luego se hacen dueños de Saboya. 
El 17  de enero de 1814, Janus Gerbaix de Sonnaz (1736-1814), antiguo comandante del regimiento de Saboya, proclamó, en Thonon, la restauración del rey de Cerdeña y recreó un batallón de voluntarios para liberar la Patria. Este será equipado por el general Bubna.· Los saboyanos acogieron a los coalgados como enemigos.
El Tratado de París de 1814 preveía una partición de Saboya, manteniendo Francia la mayor parte, con Chambéry y Annecy, mientras que los Estados sardos retomarían la Maurienne y el valle de Isère hasta Montmélian. Esa partición encuentra la hostilidad de los campesinos de Saboya así como de la élite republicana o de realistas como Joseph de Maistre.
Tras el regreso de Napoleón, durante los Cien Días, los hastiados saboyanos permanecieron indiferentes, pero generales como Dessaix o el saboyano Curial se enzarzaron en una última batalla durante la irrupción definitiva de los austriacos.
El abad Claude-François de Thiollaz (1751-1832), futuro obispo de Annecy bajo la Restauración sarda, encarnó la contrarrevolución religiosa en Saboya. Al frente de un grupo de nobles saboyanos, entre los que se encontraban el general Hipolyte Gerbaix de Sonnaz y el conde François-Sébastien-Joseph de Chevron-Villette, presidió una delegación encargada de negociar la revisión del primer Tratado de París de 1814 para lograr el plena regreso de su patria a la Casa de Saboya. El segundo Tratado de París, de 1815, devolvió toda Saboya a Víctor Manuel I de Cerdeña, que había regresado a Turín desde su exilio en Cagliari, en Cerdeña, para recuperar el Piamonte, el ducado de Saboya y el condado de Niza.

## Cronología del período revolucionario
- (1770: Venta de los derechos feudales bajo Víctor Amadeo III. Con algunos matices, Saboya precedió en algunos largos a la derogación de 1789 en la Francia revolucionaria').
- primavera: Fundación en París del Club de los Alóbroges.
- agosto: Creación de la Legión de los Alóbroges liderada por Doppet.
- 25 de julio: Alianza entre Austria y el Reino de Cerdeña.
- 22 de septiembre: Un ejército francés comandado por Montesquiou invade Saboya.
- fin de septiembre: Llegada de los cuatro Comisarios de la Convención, incluido Simond. El 6 de octubre, convocan una asamblea de los municipios del ducado.
- 6 de octubre: Los comisarios de la Convención convocan una asamblea de los municipios.
- Octubre: L'Assemblée nationale llamada des Allobroges se reúne en Chambéry.
- 26 de octubre: La Asamblea confisca los bienes del clero, prohíbe los votos monásticos y fija un salario para el clero.
- 27 de octubre: La Asamblea abole los títulos nobiliarios y los privilegios.
- 29 de octubre: La Asamblea se disuelve. Doppet y Simond rregresan a París para llevar el deseo de los Alóbroges de su reunión con Francia. (La majorité des communes savoyardes a en effet voté la réunion à la France, sous la réserve formelle que la Révolution Française respecte les libertés religieuses savoyardes et que la Savoie échappe à la Constitution Civile du Clergé. Esta petición no será respetada por la Convención).
- 27 de noviembre: Sobre la intervención del abad Grégoire, la Convención nacional francesa decreta la anexión de Saboya a Francia.

1793
- febrero: Elección de los diputados de Saboya a la Convención.
- 8 de febrero: Reducción del número de obispados saboyanos a uno. Imposición del uramento a los sacerdotes.
- 16 de febrero: Decreto ordenando el inventario general de los bienes de la Iglesia.
- 6 de marzo: Elección del abad Panisset como obispo constitucional de Mont-Blanc, en Annecy. Será la única sede episcopal de Saboya hasta la dimisión del obispo Panisset en 1796. Saboya permanecerá sin obispado hasta el Concordato de 1801.
- 10 de marzo: Entrada en aplicación de los levée en masse decretados por la Convención nacional.
- 23 de marzo: Liquidación y desaparición del Senado.
- 25 de abril: Víctor Amadeo III hizo entrar al Reino de Cerdeña en la coalición europea.
- 28 de abril-3 de mayo: Disturbios contrarrevolucionarios en Haut-Faucigny.
- 4-10 de mayo: Revuelta contrarrevolucionaria en el valle de Thônes.
- Agosto: Ofensiva de los sardos al col de la Balme (11 de agosto) y al Col du Petit-Saint-Bernard (15 de agosto).
- 31 de agosto}: Alianza británico-sarda.
- 11 de septiembre: Reclutamiento en masa (teórico) del departamento del Mont-Blanc.
- 18 de septiembre: Supresión de los signos externos de religión y culto.
- 29 de septiembre: Victoria de los franceses sobre los sardos en el puente de Mirabel cerca de Sallanches.
- 8 de noviembre: Confiscación de las campanas de las iglesias.
- 25 de noviembre: Destrucción de cruces públicas.

1794
- 8 de enero: Nombramiento de Albitte, representante en misión en Ain y Mont-Blanc.
- 2 de febrero: Llegada de Albitte a Chambéry.
- 7 de febrero: Arresto de todos los sospechosos y confiscación inmediata de sus bienes.
- 5 de marzo: Deportación de todos los sacerdotes sospechosos.
- 18 de marzo: Plan de urbanismo para Chambéry.
- 24 de abril: El ejército francés toma el Col du Petit-Saint-Bernard.
- 19 de mayo: Afectación de Albitte al Ejército de los Alpes. Designación de Favre-Buisson como acusador público al l tribunal revolucionario.
- 14 de junio: Masséna se apodera del paso del Mont Cenis.
- julio: Gobierno revolucionario en Ginebra.
- julio: Llegada de los primeros sacerdotes misioneros a Saboya.
- 27 de julio: (9 Termidor Año II) Caída de Robespierre.

1795
- junio: segunda campaña de venta de bienes nacionales.
- agosto: clausura de los clubs por el representante en misión Cassanyès.
- 26 de octubre: en París, el Directorio sucede a la Convención nacional.

1796
- 22 de febrero: Monseñor Panisset, obispo constitucional de la Revolución Francesa, deja su sede de Annecy a la que renuncia para abjurar en Lausana, por instigación del abad Claude-François de Thiollaz, partidario de la Contrarrevolución religiosa saboyana. Hasta 1802, Saboya no tendrá obispado, cuando el Concordato de 1801 recreará una sede episcopal en Chambéry. Luego, bajo la Restauración sarda, Annecy será dotada de un nuevo obispado en 1823: Monseñor de Thiollaz será el primer titular.
- marzo: Bonaparte toma el mando del Ejército de Italia en los Alpes del Sur.
- 12/21 de abril: victoria francesa en Montenotte en Piamonte del Sur.
- 15 de mayo: tratado de París: Víctor Amadeo III reconoce la anexión de Niza y de Saboya a Francia.
- junio: Garin, un moderado, se convierte en comisario del Directorio ejecutivo.
- junio: reanudación de la venta de los bienes nacionales.
- junio: creación de una Escuela Central en Chambéry.
- 16 de octubre: muerte de Víctor Amadeo III. Su hijo Carlos Manuel IV lo sucedió.

1797
- 4 de septiembre: Golpe de Estado del 18 de fructidor del año V.
- septembre: reanudación de las detenciones y deportaciones de sacerdotes.

1798
- 15 de abril: Entrada de los franceses en Ginebra.
- : Carlos Manuel IV deja Turín y se refugia en Cerdeña.

1799
- enero de 1799: Columna móvil en Maurienne para sofocar a los sacerdotes refractarios y reclutas rebeldes.

1812
- Napoléon hizo transferir secretamente a Pío VII a Fontainebleau. El 12 de junio de 1812 el doctor Balthazard Claraz médico cirujano salvó la vida del papa Pío VII, cuando, enfermo y exhausto, acababa de recibir la extremaunción en el hospicio del paso del Mont Cenis durante su traslado de Savona en Fontainebleau.